# Park leśny

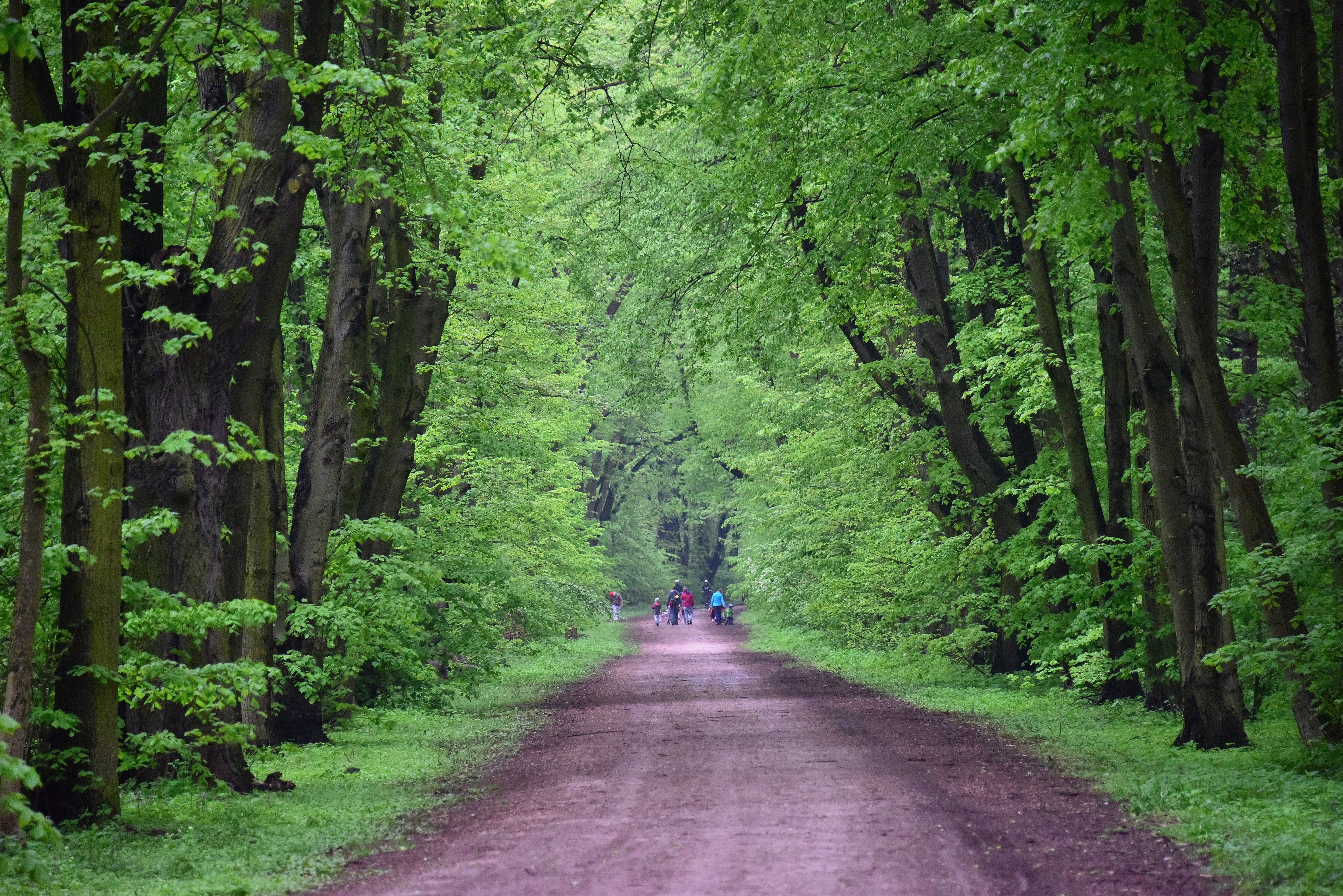
Park leśny (Park Młociński w Warszawie)

Park leśny – obszar lasu o dominującym drzewostanie w wieku powyżej 80 lat wraz ze strefą brzegową przystosowany do wypoczynku, położony w granicach administracyjnych miasta lub w jego strefie podmiejskiej, wyłączony spod Zarządu Lasów Państwowych.
Elementami programowymi parków leśnych są: urządzenia sportowe, place zabaw dla dzieci, polany piknikowe  oraz wypoczynkowe, obiekty gastronomii, toalety.
Przykładami parków leśnych mogą być Park Młociński w Warszawie; Park Leśny Arkoński i Park Leśny Głębokie w Szczecinie.